# La Bibliothèque perdue
La Bibliothèque perdue est une histoire en bande dessinée de Keno Don Rosa. Elle met en scène Picsou, Donald et leurs neveux Riri, Fifi et Loulou dans leur rôle de généraux des Castors Juniors accompagnés par le général Dublair, le limier officiel de l'association.
Concernant le parcours des connaissances de la bibliothèque d'Alexandrie, cette histoire est fictive.

## Synopsis
Alors que les Castors Juniors inaugurent leur musée, Picsou essaie en vain d'acheter le Manuel des Castors Juniors. Ce petit livre contient quasiment toutes les connaissances, mais sa possession est réservée aux membres des Castors. Picsou pourrait s'en passer s'il retrouvait les livres de la bibliothèque d'Alexandrie, aujourd'hui détruite. Associé à Riri, Fifi et Loulou, il part dans une enquête autour du monde pour retrouver les connaissances de l'antique bibliothèque. Au fur et à mesure de leur recherche, ils découvrent que, plusieurs fois, les textes ont été recopiés sur un autre support, enrichis par des connaissances venues du monde entier ; que les anciennes copies ont disparu… et que, finalement, toutes les connaissances accumulées pendant ces millénaires ont été compilées sous la forme du Manuel.

## Fiche technique
- Histoire no D 92380
- Éditeur : Egmont
- Titre de première publication : Visdommens voktere - historien om Hakkespettbokens opprinnelse (norvégien)
- Titre en anglais : The Guardians of the Lost Library (les gardiens de la bibliothèque perdue)
- Titre en français : La bibliothèque perdue
- 28 planches
- Auteur et dessinateur : Keno Don Rosa
- Première publication : Donald Duck & Co no 39/1993, septembre 1993
- Première publication aux États-Unis : Uncle Scrooge Adventures no 27, 1994
- Première publication en France : Picsou Magazine no 300, janvier 1997

## Contexte d'écriture
Don Rosa réalisa cette histoire à la demande de ses amis de Norvège. En 1993, le pays organisait une « Année du Livre », afin de faire la promotion du livre. L'éditeur norvégien de chez Egmont, lui-même savant en littérature classique, a demandé au bédéiste de réaliser une aventure de Picsou sur les livres. Ce dernier eut donc l'idée de mener son personnage sur la quête de la mythique bibliothèque d'Alexandrie. L’occasion pour lui de montrer au lecteur l'évolution des livres jusqu'à l'époque actuelle, ainsi que de présenter d'authentiques célèbres collectionneurs ou marchands de livre et d'indiquer combien le livre pouvait être signe de richesse autrefois. Comme autre élément central de son histoire, il choisit d'utiliser un livre mythique, le Manuel des Castors Juniors, dont il explique l'origine lointaine.
Parallèlement, il éloigne Donald de cette aventure, chose rare, celui-ci étant hypnotisé par la télévision. Il s'agissait pour l'auteur de faire de ce personnage, archétype de l'homme ordinaire, un « exemple de drogué de télé américain moderne dont la volonté de lire a été sapée par notre distraction bon marché illimitée ».

### Alexandrie

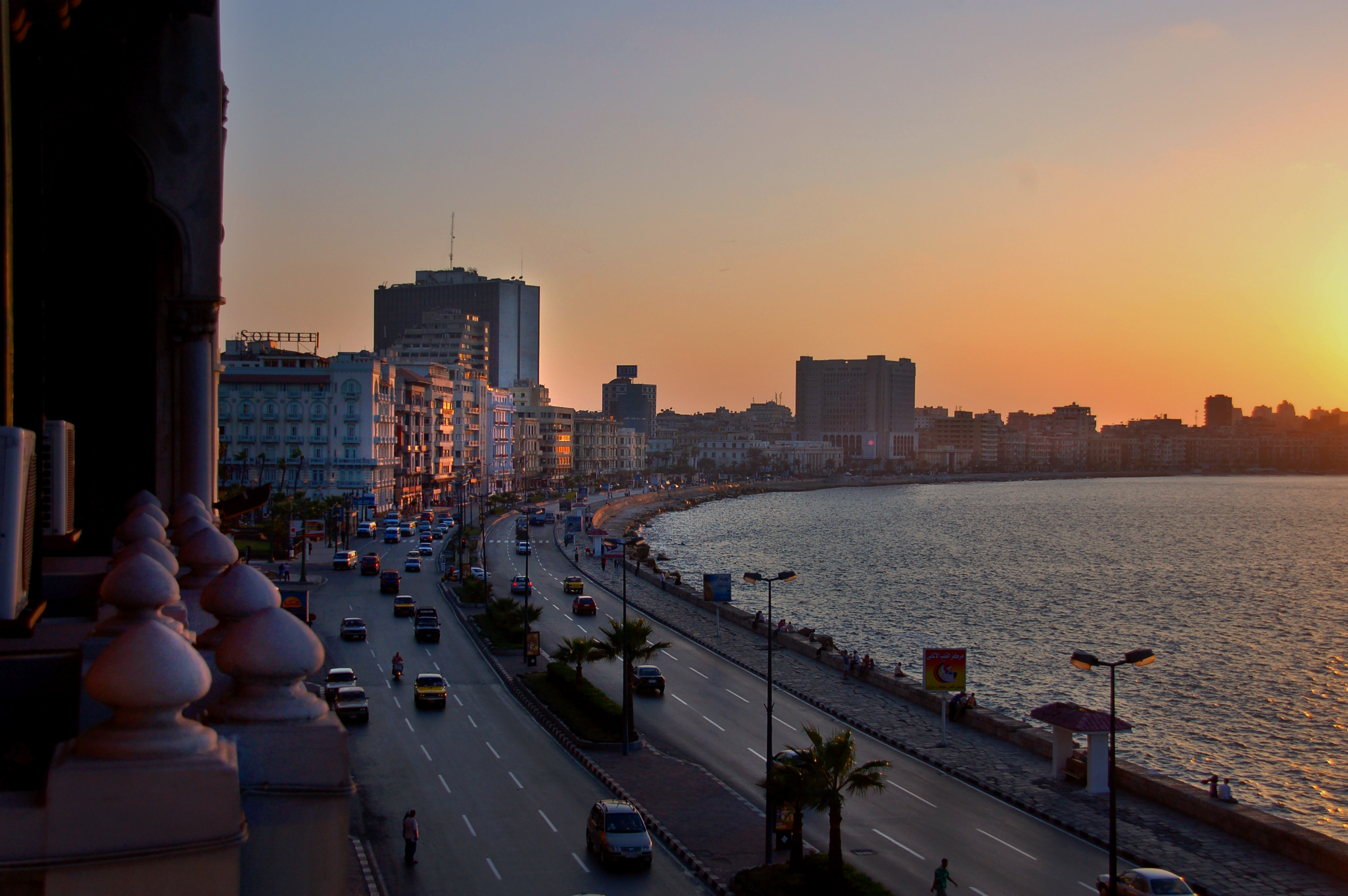
Coucher du soleil illuminant la promenade du front de mer d'Alexandrie.

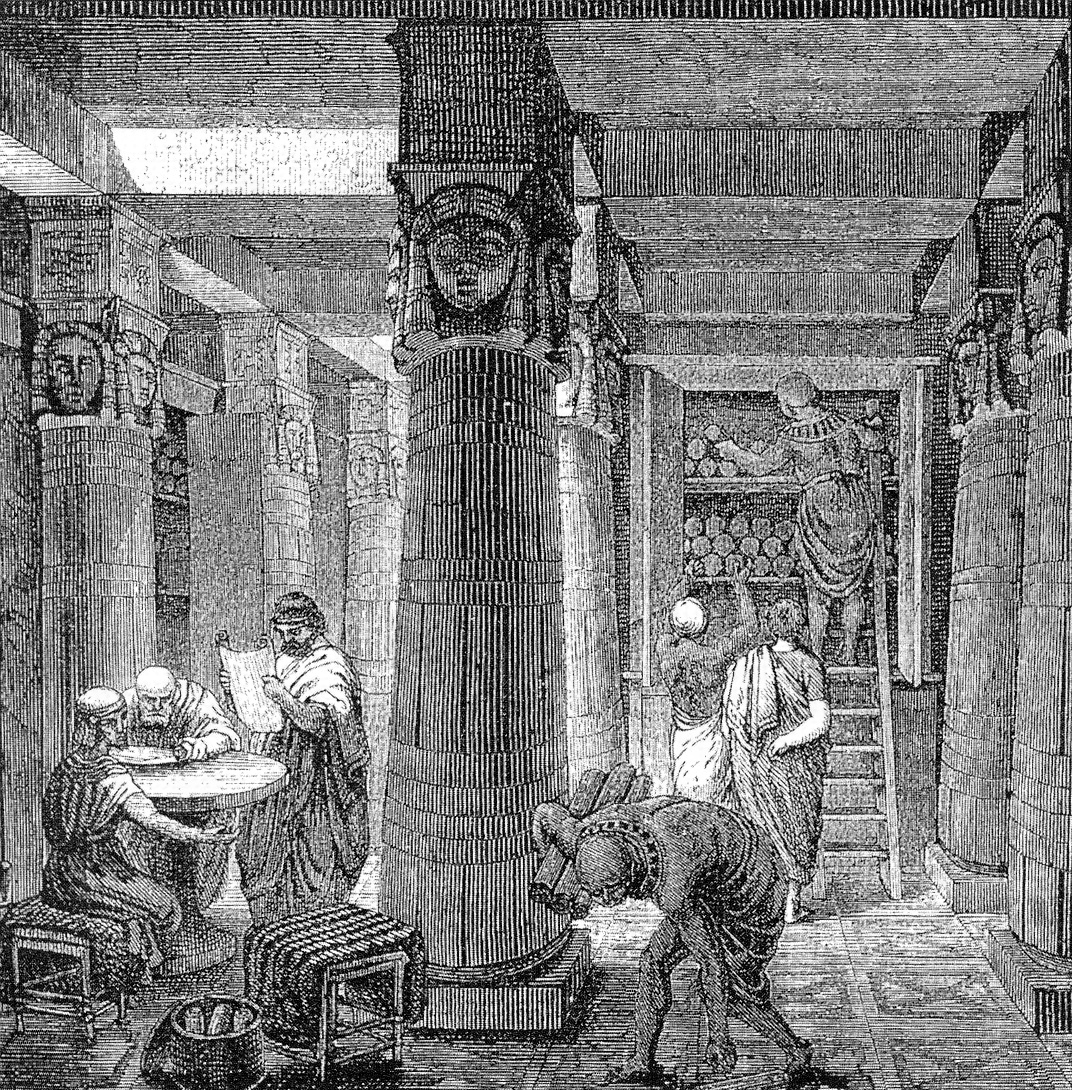
Rendu artistique de la bibliothèque d'Alexandrie, basé sur des preuves archéologiques, XIX^{e} siècle.

### Istanbul/Constantinople

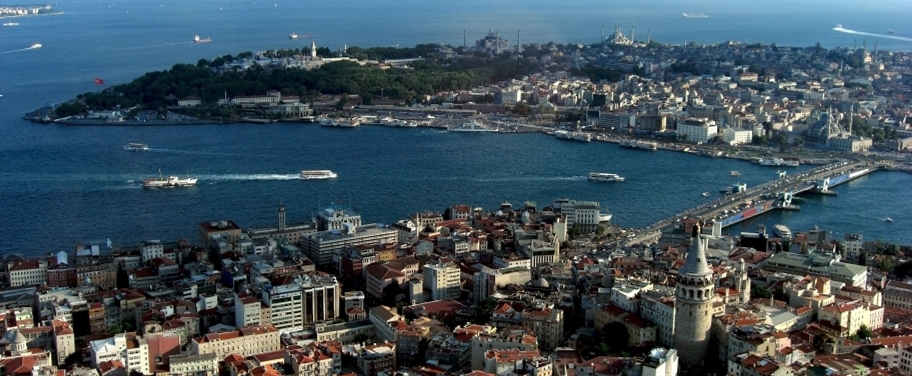
Vue aérienne de Galata (premier plan) et Sarayburnu (fond) à Istanbul.

### Venise

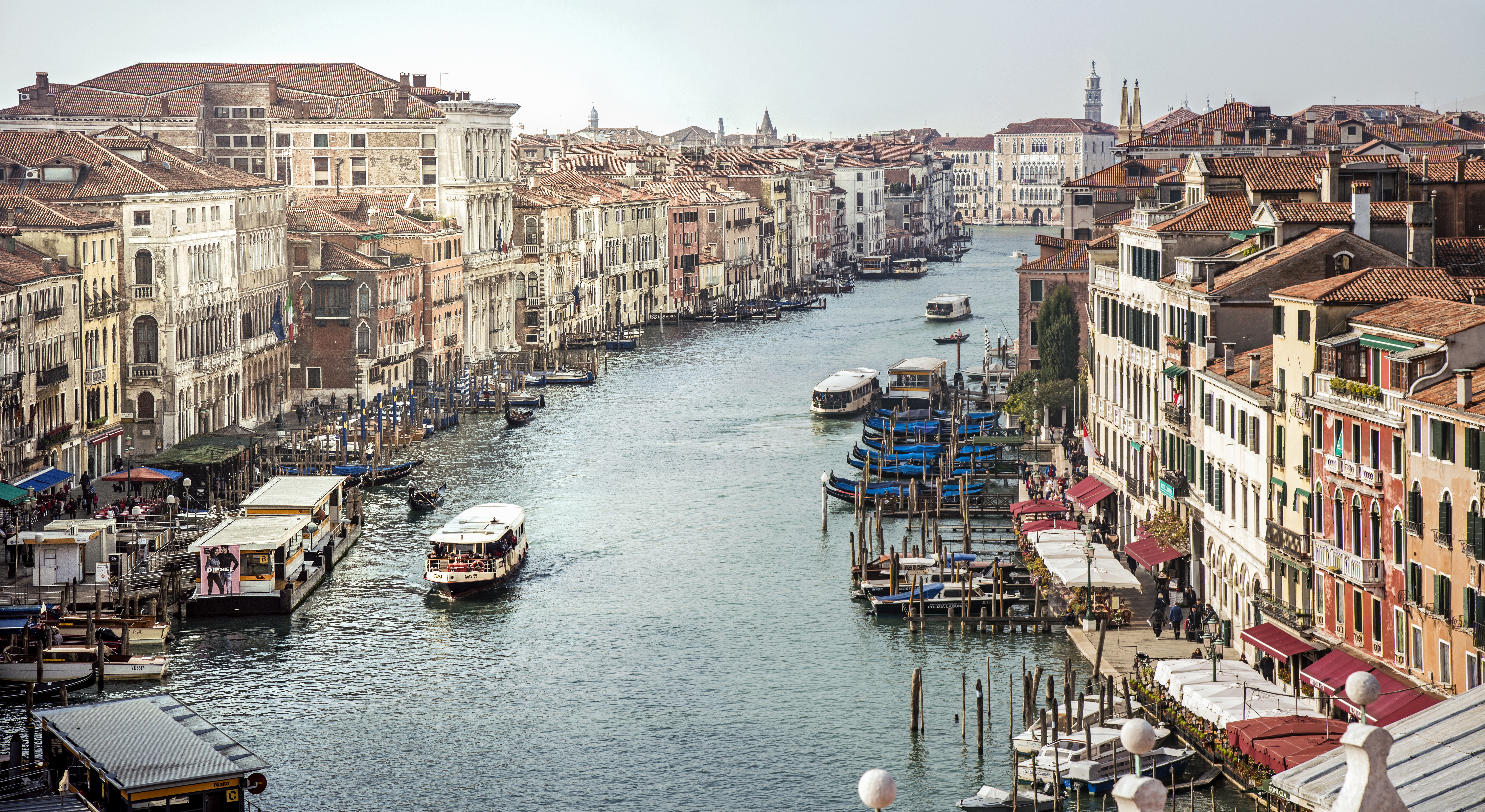
Grand Canal, à Venise - Vue du Rialto vers le sud-ouest.

### Séville

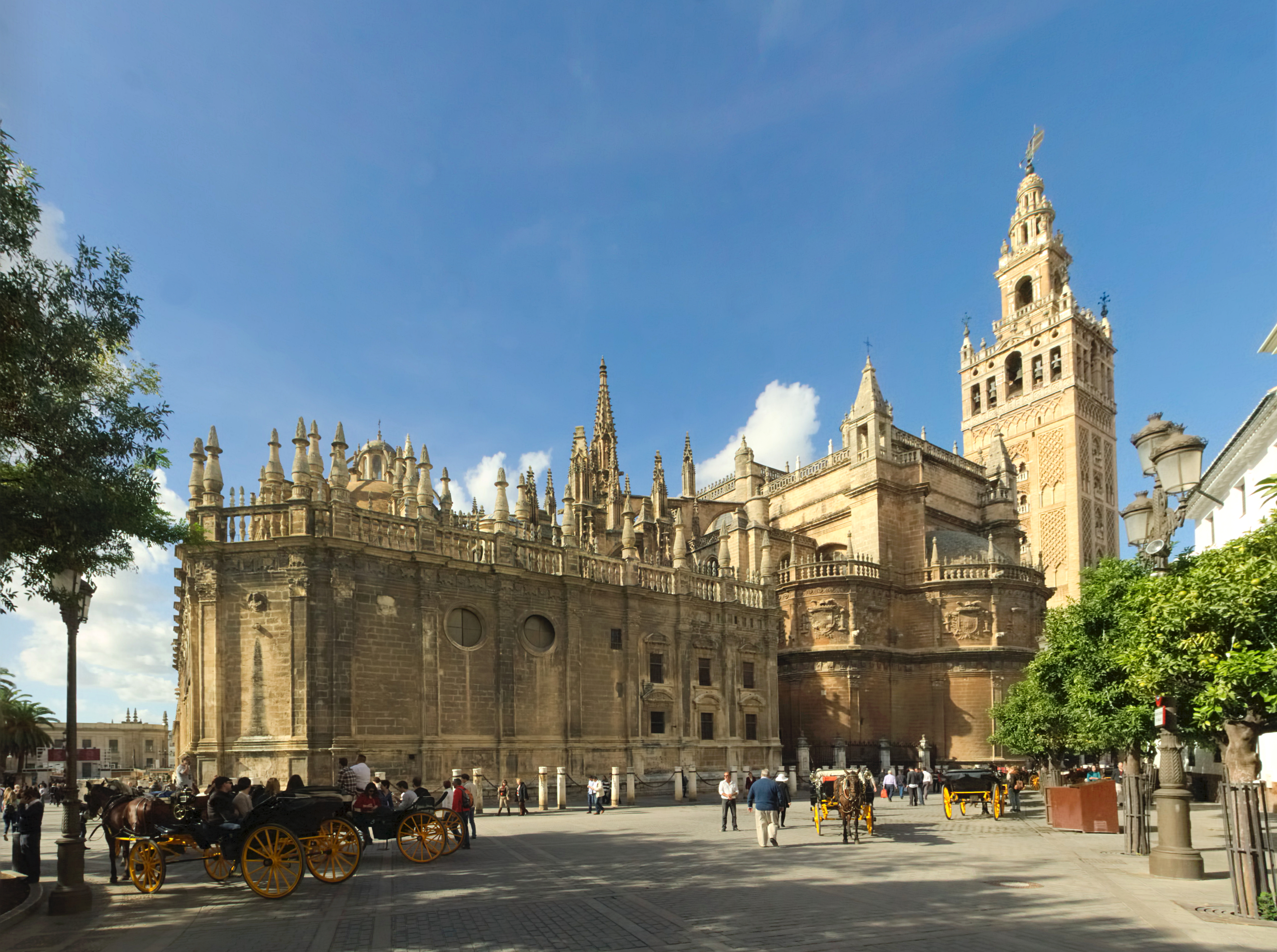
Cathédrale de Séville, façade sud-est